# Hayabusa Terra
L'Hayabusa Terra è una struttura geologica della superficie di Plutone.